# Sľubica
Sľubica – szczyt górski w południowej części pasma górskiego Branisko we wschodniej Słowacji. Trzeci co do wysokości szczyt pasma – 1129 m n.p.m. Punkt widokowy. Przez szczyt przebiega zielony szlak turystyczny z Krompachów na przełęcz Branisko. Kończy się tu żółty szlak turystyczny ze wsi Richnava.